# Герода де Лавор
Герода де Лавор (фр. Guiraude de Lavaur; ? — 3 мая 1211), более известная как Жеральда де Лорак (Guiraude de Laurac), или Дама Жеральда (Dame Guiraude). Легендарная фигура сопротивления завоевателям-крестоносцам во время крестового похода против альбигойцев. Исповедовала катарское христианство.

## Биография
Она была дочерью Бланш де Парасколь (Blanche de Paracol) известной покровительницы катаров в крае Тулузского графства и Аймери Роже де Рокефорт (Aimery Roger de Roquefort), владельца замка Лорака (Laurac) и Монреаля (Montréal).
У неё было три сестры: Эсклармонда, Мабилия и Наварра, а также брат Аймери де Монреаль. Мабилия и её мать Бланш приняли посвящение в «Совершенные» — катарский духовный чин.
Сыном её сестры Эсклармонды был известный файдит Бернар Оттон де Ниор.
Она вышла замуж за Гильема Пейре сеньора Лавор, который вскоре после свадьбы отправился в Третий Крестовый поход. После того как Герода получила известие о смерти мужа в святой земле, она не стала выходить повторно замуж, а приняла катарское посвящение в «Совершенные» которое обязывало к монашеской жизни. Занялась благотворительностью, помогала всем нищим и обездоленным.

## Осада Лавора
1211 был отмечен рядом важных политических событий в борьбе Монфора за контроль над землей Транкавелей. Во-первых, Педро Арагонский признал Симона как виконта Безье и Каркассона и своего вассала. Во-вторых, в январе произошла повторная экскоммуникация Раймонда VI, графа Тулузы папским легатом, в апреле папа подтвердил её. Это означало, что Раймонд больше не считался крестоносцем, а его владения не защищались папой.
После сдачи замка Кабаре крестоносцы двинулись к городу Лавору, занимавшему важное положение и также имевшему репутацию гнезда еретиков. Лавором владела дама, Жеральда де Лавор, которую поддерживал её брат, Аймери де Монреаль, изгнанный из своих владений Монфором. Город был хорошо защищен, он стоял над рекой Аго, скалистый склон защищал его с одной стороны, с другой были толстые стены — такие толстые, что защитники могли ездить по ним верхом, как сообщает Пьер де Во-де-Серне.
Сначала крестоносцам хватило сил лишь на то, чтобы организовать осаду с одной стороны, но после подхода подкреплений они построили деревянный мост через Аго и ограду вокруг Лавора.
В конце апреля граф Фуа Раймонд-Роже перехватил колонну немецких крестоносцев, идущих на помощь Монфору, разбил её у деревни Монжи. Как сообщают, 5000 было убито, но это число представляется невероятным. В мае Монфор разрушил деревню Монжи убив всех крестьян, от мала до велика, и вывесил трупы на дверях их домов в отместку за эту резню.
Несмотря на отсутствие подкреплений осадные машины Монфора делали свое дело, как и при Минерве и Терме. Пьер де Во де Серне описывает это так: Сначала построили машину, называющуюся кошка. Когда она была готова, её втащили в ров вокруг Лавора, затем с большими усилиями они притащили дерево и ветки, которые связали и наполнили ими ров. Когда стена была разрушена, крестоносцы ворвались в город, 3 мая, и взяли его. Монфор решил сделать из города показательный урок по нескольким причинам, включая то, что Аймери де Монреаль в 1210 присягнул ему, из-за длительности осады и резни над немецкими крестоносцами. Дальнейшее может служить примером безжалостности Монфора и его методов подавления сопротивления.
3 мая 1211 г. крестоносцами был захвачен Лавор, который совместно с братом Аймери де Монреаль (Aimery de Montréal или Aimeric-de-Montréal) защищала его владелица Герода.
О расправе с побежденными подробно рассказывает Pierre des Vaux de Cernay (§ 227, p 117):
Вскоре Аймери (Aimeric), бывший владелец Montréal, был выведен из Лавора вместе с восьмюдесятью другими рыцарями. Благородный граф [имеется в виду де Монфор — de Montfort] приказал повесить их на похожих на вилки виселицах. Однако Аймери оказался настолько тяжел, что плохо закреплена в земле виселица обрушилась, ровно как и виселицы под некоторыми другими осужденными. Тогда граф опасаясь растянуть казнь на длительное время приказал предать мечу оставшихся в живых осужденных, что наши крестоносцы и выполнили с большим воодушевлением, изрубив их на месте. Граф приказал. чтобы сеньору Лавора (Lady of Lavaur), сестру Аймери и еретичку самого худшего толка, бросили в колодец и завалили камнями. Наши крестоносцы с «радостью в сердце» («with great joy» — cum ingenti gaudio) сожгли остальных нераскаявшихся еретиков.
| Estiers dama Girauda qu’an en UN potz gitat: De pieras la cubriron; don fo dols e pecatz, Que ja nulhs hom de segle, so sapchatz de vertatz No partira de leis entro agues manjat. | Кроме это они бросили даму Геральду в колодец И забросали сверху камнями, покрыв себя позором Ибо клянусь, она была так добра и щедра, Что ни один странник или нищий не уходил из её дома голодный |

В Лаворе находились 400 совершенных, мужчин и женщин; по крайней мере можно так предположить, учитывая, что, войдя в город, крестоносцы сожгли 400 еретиков.
Французская молва, согласно приведенной песни, приписывает крестоносцам подлое вероломство, говоря, что те сперва обещали полное прощение сдавшимся защитникам, а затем нарушили свою клятву (в действительности так не было).
В дальнейшем эта история пересказывалась в работах Bernard Carayon, Bertran de la Fage, Daniel Riffa, Jean-Paul Cazes.
Тема гибели отважной Дамы Жеральды достаточно часто становилась сюжетом французских художников. Особенно это характерно для её родного города Лавора, за свободу которого она отдала жизнь и героиней которого и является.

## Судьба останков
В 1997 г. во время перестройки старинного здания, когда-то принадлежавшего Ордену госпитальеров (chevaliers l’Hôpital de St-Jean de Jérusalem), на улице Дальбаж в Тулузе (rue de la Dalbade, à Toulouse) был найден таинственный саркофаг. На его крышке была высечена женская фигура, сбоку геральдическое изображение башен, очень похожих на герб на замке сеньоров Лорак (seigneurs de Laurac), разрушенном после 1229, и на аналогичной на Башне Антиохии (la Tour d’Antioche), старинном замке в коммуне Payra-sur-l’Hers, чьи владельцы были вассалами сеноров Лорак. Некоторые связывают это загадочное погребение с именем легендарной еретички. Хорошо известно, что госпитальеры не отказывали в христианском погребении знатным людям, впавшим в ересь.
Так что не исключено, что спустя какое-то время после варварской расправы тело казненной было тайно извлечено из колодца и перезахоронено уже в саркофаге. Возможно позднейшие исследования раскроют секрет этой «Госпожи Лорак» («la dame de Laurac»), как её назвали археологи. Герб на камне и в самом деле напоминает современный герб города Лавор. На предполагаемом месте казни установлен памятник, символизирующий Надежду к свободе. На табличке на нём говорится, что он посвящен семье Лавор, отдавшей свои жизни за независимость Окситании.
Жеральда де Лавор (Guiraude de Lavaur) Отважной жизни и гибели Жеральды посвящены спектакли.
В 2011 г. в годовщину её гибели Археологическое общество La Société Archéologique de Lavaur организовало конференцию в память героических защитников своего города